# Gjakovas flygplats
Gjakovas flygplats (albanska: Aeroporti i Gjakovës) är ett flygfält i närheten Gjakova i västra Kosovo. 
Efter Kosovokriget 1999 har flygfältet utvidgats och moderniserats av Kosovo Force (KFOR) och används främst för militära och humanitära flygningar. Eftersom flygplatsen ligger i västra Kosovo, ett område under ledning av italienska styrkor, så drivs och underhålls den av italienska Kfor-trupper. 
Gjakovas flygplats ska omvandlas till en civil flygplats och användas som ett alternativ till Pristinas internationella flygplats i dåligt väder eller andra oförutsedda omständigheter. 